# Gmina Tranås
Gmina Tranås (szw. Tranås kommun) – gmina w Szwecji, w regionie Jönköping, siedzibą jej władz jest Tranås.
Pod względem zaludnienia Tranås jest 131. gminą w Szwecji. Zamieszkuje ją 17 751 osób, z czego 50,53% to kobiety (8970) i 49,47% to mężczyźni (8781). W gminie zameldowanych jest 420 cudzoziemców. Na każdy kilometr kwadratowy przypada 44,05 mieszkańca. Pod względem wielkości gmina zajmuje 201. miejsce.